# Рединг (Кънектикът)
Вижте пояснителната страница за други значения на Рединг.
Рединг (на английски: Redding) е град в окръг Феърфийлд, Кънектикът, Съединени американски щати. Намира се на 20 km северозападно от Бриджпорт. Населението му е 9233 души (по приблизителна оценка от 2017 г.).
В Рединг умира писателят Марк Твен (1835 – 1910).